# Acianthera limae
Acianthera limae es una especie de orquídea originaria de Minas Gerais y Río de Janeiro, en Brasil , ex subordinado al género Pleurothallis.

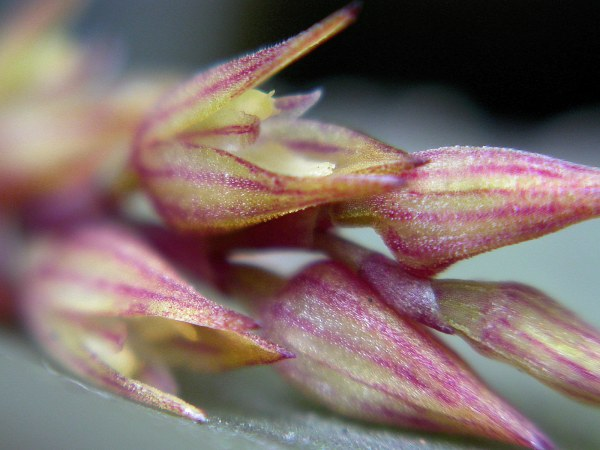
Flores

## Descripción
Son plantas robustas de tamaño mediano, con rizoma grueso y reptante, subcespitosas con tallos secundarios más anchos en la punta que en la base, triangular en el ápice, erectos, gruesos, rígidos, con hojas de ancho variable, acuminadas, hojas gruesas, cóncavas a convexas, tallo recto de color verde a morado-gris, con inflorescencias cortas apoyadas en las hojas con un máximo de diez flores que no se abren los bordes y son acuminadas. Es similar a A. prolifera pero florece más tiempo y generalmente es convexa.

## Distribución y hábitat
Se encuentra en el sureste de Brasil, en los campos de alta montaña como una orquídea de hábito terrestre debajo de arbustos bajos entre los helechos y musgos.

## Taxonomía
Acianthera limae fue descrita por (Porto & Brade) Pridgeon & M.W.Chase y publicado en Lindleyana 16(4): 244. 2001.
Etimología
Acianthera: nombre genérico que es una referencia a la posición de las anteras de algunas de sus especies.
limae: epíteto otorgado en honor de Lima (recolector de orquídeas en Brasil a comienzos de 1900).
Sinonimia
- Pleurothallis limae Porto & Brade	[4][5]